# Bala Shoury Thumma
Bala Shoury Thumma (* 25. Dezember 1908 in Cheruvukumpalem, Britisch-Indien; † 4. Mai 1979) war ein indischer Geistlicher und römisch-katholischer Bischof von Nellore.

## Leben
Bala Shoury Thumma empfing am 12. Dezember 1935 das Sakrament der Priesterweihe.
Am 22. Juni 1967 ernannte ihn Papst Paul VI. zum Titularbischof von Corniculana und zum Koadjutorbischof von Nellore. Der Erzbischof von Hyderabad, Joseph Mark Gopu, spendete ihm am 11. Oktober desselben Jahres die Bischofsweihe; Mitkonsekratoren waren der Bischof von Guntur, Ignatius Mummadi, und der Bischof von Warangal, Alfonso Beretta PIME.
Bala Shoury Thumma wurde am 16. März 1970 in Nachfolge des verstorbenen William Bouter MHM Bischof von Nellore. Am 4. August 1973 nahm Paul VI. das von Thumma vorgebrachte Rücktrittsgesuch an.